# Zwolse Diep
Het Zwolsche Diep (officiële naam), vaak geschreven als Zwolse Diep, is een vroegere vaargeul in de Zuiderzee bij Genemuiden op de grens van de tegenwoordige Nederlandse provincies Flevoland en Overijssel. De vaargeul was gegraven als verlenging van binnenrivier het Zwarte Water en vormde daarmee een verbinding voor zeewaardige schepen van de steden Zwolle en Zwartsluis naar open zee. Van oudsher lag er een lage dijk met bomen langs de geul tegen het dichtslibben. Midden 18e eeuw werden er over een lengte van zes kilometer strekdammen aangelegd bestaand uit puinstort en bazaltsteenzetting, zichtbaar tot het waterpeil van hoge vloed. Aan het eind van de dam werd de vluchthaven Kraggenburg aangelegd met vuurtoren en een lichtwachterswoning.

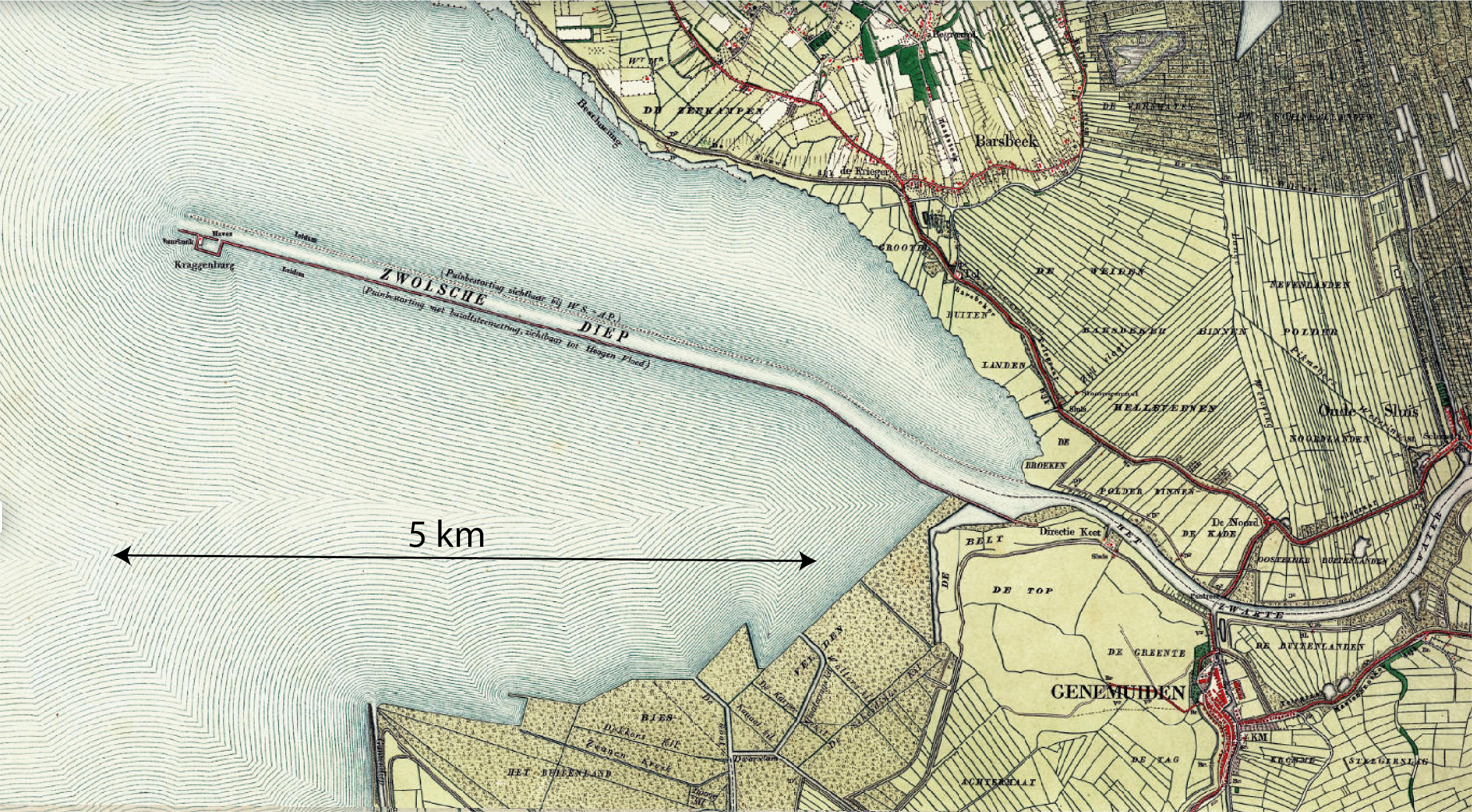
Locatie van het Zwolse Diep en Kraggenburg vanaf 1850 tot ca 1930

In het midden van de 19e eeuw stelde "De Naamloze Maatschappij ter verbetering van den handelsweg over het Zwolse Diep" zich ten doel om door middel van in de Zuiderzee aangelegde leidammen de scheepvaartweg vanuit Zwolle en de rest van de provincie Overijssel aanzienlijk te verbeteren en verzanding van de Overijsselse Vecht tegen te gaan.
Voor de aanleg van de leidammen werden "kraggen" gebruikt: drijvende stroken vast ineengegroeide zoden van riet en waterplanten. Die kraggen waren voor een spotprijs te koop in de omgeving van Wanneperveen, Dwarsgracht en Giethoorn waar door ontvening grote watergebieden waren ontstaan.
Aan het uiteinde van de zuidelijke leidam werd het eilandje Kraggenburg gecreëerd met een huisje van hout en riet voor de licht-/tolwachter en zijn gezin. Toen de leidammen klaar waren schijnt een werknemer met de naam Jacob Bruintjes een spottende opmerking te hebben gemaakt over die "Kraggenburgt". Zo is volgens de overlevering de naam ontstaan en daarom werd in het huidige Kraggenburg de Jacob Bruintjesstraat naar hem vernoemd.
Drijvende kracht achter de Naamloze Maatschappij was de Waterstaatsingenieur Bernhard Pieter Gesinus van Diggelen, wiens naam bewerkstelligde dat uit het hele land handelslieden en hoge gezagsdragers (koning Willem III, Thorbecke, de vader van Cornelis Lely en familie van de latere minister van Waterstaat en minister-president Tak van Poortvliet) aandelen kochten en zo geld aandroegen voor het project. Van Diggelens idee was dat de kosten van het project konden worden terugverdiend uit tolgelden, die op het eind van de westelijke leidam in het tolhuis moesten worden geheven. Maar op dat punt ging het fout. Met name na-ijverige notabelen uit Drenthe zetten de schippers op om de tol 's nachts zonder te betalen te omzeilen en betichtten de Maatschappij van uitbuiting en woekerwinsten. In de politiek onrustige tijd van die jaren leidden deze aantijgingen in 1856 tot de parlementaire enquête naar het Zwolsche Diep.
Bijna 100 jaar na de aanleg van het Zwolse Diep werd Kraggenburg de naam voor de nabij liggende plaats in de Noordoostpolder. Op een deel van de plek van de voormalige strekdam ligt nu de land art-installatie PIER+HORIZON.
De huidige vaargeul Zwolsche Diep is bruikbaar voor binnenvaartschepen tot met CEMT-klasse Va en pleziervaart, en vormt de vaarweg tussen het Zwarte Water en het Zwarte Meer. 